# 53e régiment d'infanterie territoriale
Le 53e régiment d'infanterie territorial est un régiment d'infanterie de l'armée de terre française qui a participé à la Première Guerre mondiale.

## Création et différentes dénominations
Le régiment reçoit son numéro par décret du 19 mars 1875, en prévision de la mobilisation.

## Historique des garnisons, combats et batailles du53eRIT

### Première Guerre mondiale

#### Affectations
- 157e division d'infanterie de mars 1916 à ?

## Drapeau
Il porte, cousues en lettres d'or dans ses plis, les inscriptions suivantes :
- Alsace 1914-1917